# Музей перших П'ястів на Лєдниці

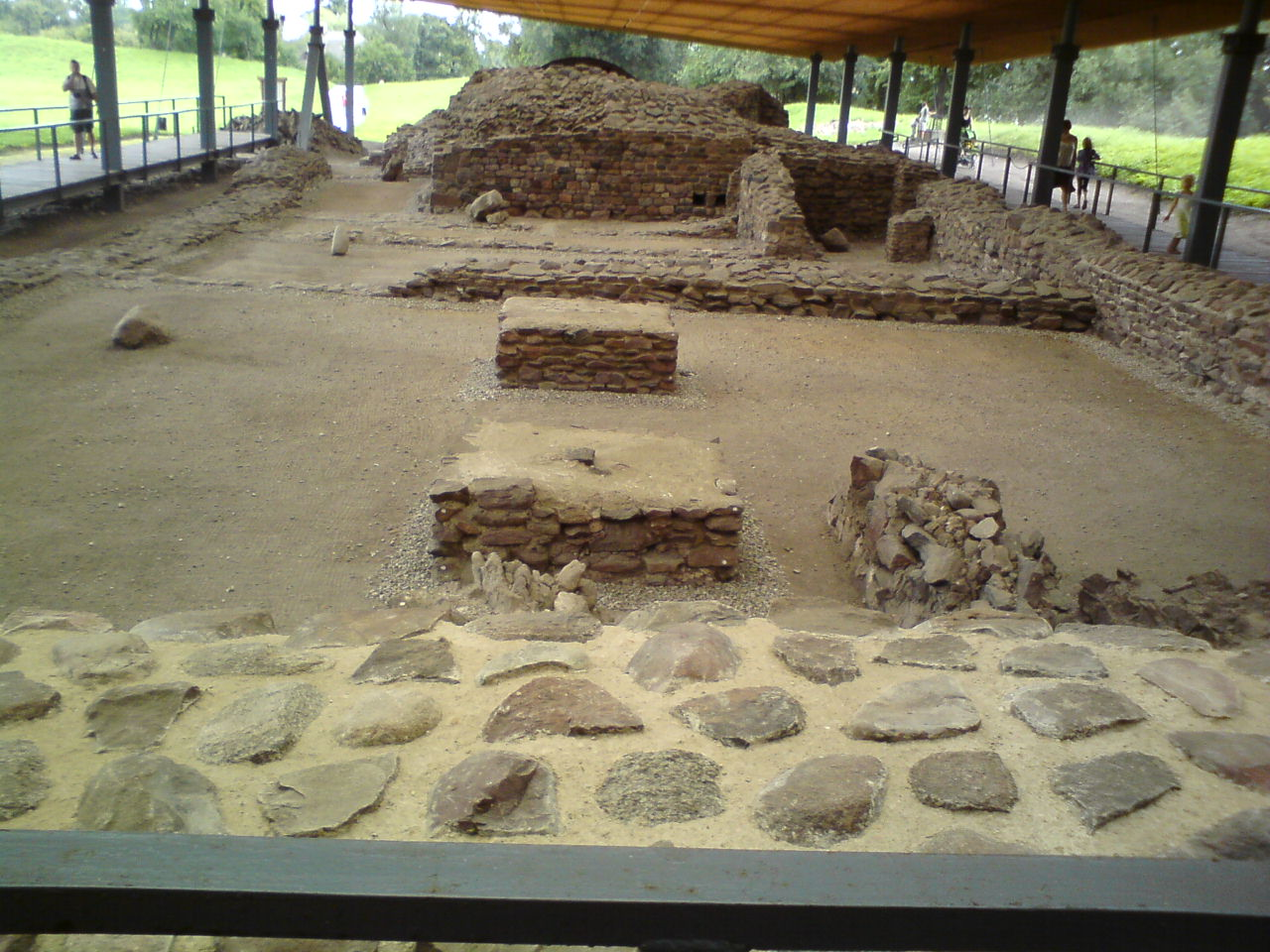
Археологічні розкопки

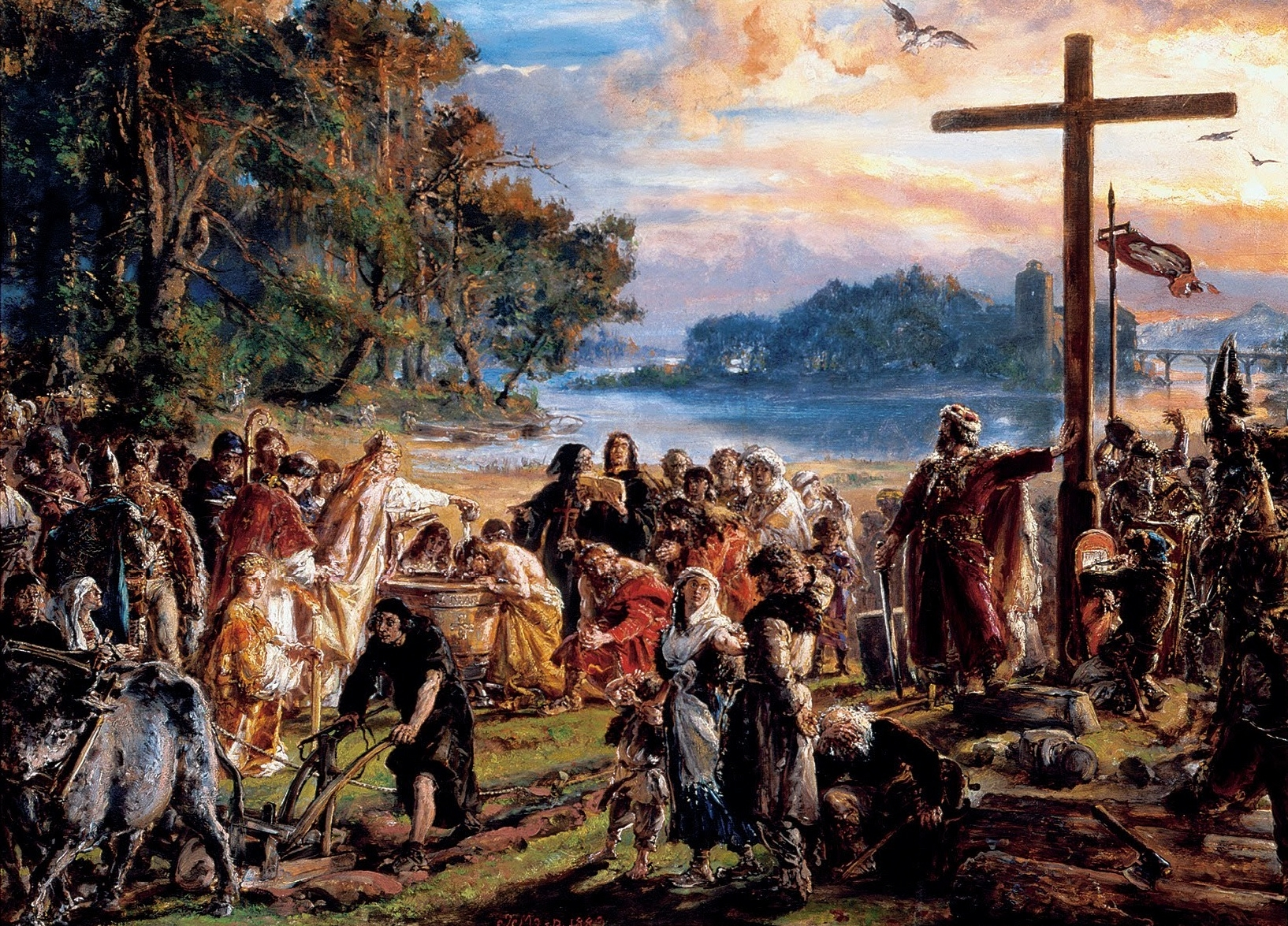
Картина «Хрещення Польщі» авторства Яна Матейка. На задньому плані видно острів Острув-Ледницький, на якому знаходилася фортеця, збудована Мешко I

Музей перших П'ястів, повна назва Музей перших П'ястів на Лєдниці (пол. Muzeum Pierwszych Piastów na Lednicy) — музей просто неба на острові Острув-Лідницький, що у південній частині озера Лєдніце. Музей територіально входить до складу села Дзєкановіце Гнєзненського повіту Великопольського воєводства. Зареєстрований у Державному реєстрі музеїв. Музей експонує археологічні артефакти кам'яної палацової та релігійної архітектури, а також дерев'яної огорожі поселення. Найбільш важливим об'єктом музею є залишки міста періоду перших П'ястів, яке датується раннім Середньовіччям. Музей знаходиться на території Лєдницького ландшафтного парку.

## Історія
Експозиція сучасного музею безпосередньо пов'язана з історією першої польської князівської династії П'ястів. За часів Мєшка I і Болеслава Хороброго на острові озера Лєдніце знаходилася фортеця Острув-Лєдницький, яка була одним з головних оборонних і адміністративних центрів Польщі. У південній частині острова Мєшко I спорудив кам'яну стіну, що складається з декількох фортифікаційних споруд. Руїни стіни, місцями до 3 метрів, збереглися до теперішнього часу. Фортеця була пов'язана з протилежним берегом дерев'яними мостами. Наприкінці 80-х років XX століття при археологічних розкопках було виявлено кілька баптистеріїв. Існує версія, що саме в цьому місті в 966 році Мєшко I і його оточення прийняли Хрещення.
Музей було засновано 1 січня 1969 р. Спочатку він був археологічним заповідником, створеним для охорони п'ястівської спадщини гнєзненського повіту, і називався «Музеєм витоків Польської держави на Лєдниці». З 1 січня 1970 р. музей було передано під управління Великопольського воєводства. 14 серпня 1975 р., коли у Гнєзно був заснований однойменний музей, воєвода Великопольського воєводства перейменував музей на Лєдниці в «Музей перших П'ястів на Лєдниці». 8 вересня 1994 року Президент Польщі присвоїв музею титул «пам'ятник історії».

## Експозиція
Експозиція музею поєднує в собі археологічні розкопки, етнографічне та природне оточення. На території музею лежать руїни палацу, церкви та кріпосної стіни другої половини X століття.
Музей включає в себе всю територію Острува-Лєдницького, розкопки міст періоду раннього середньовіччя в селі Геч (включений до складу музею в 1984 році), городища Ґжибово біля міста Вжесьня (включений до складу музею в 1997 році), городище «Острув-Радомський» на території неіснуючого сьогодні села Радзим біля міста Мурована Ґосліна (включено до складу музею в 2002 році).
Музей також створив Великопольський етнографічний парк в Дзекановіце, що представляє реконструкцію села Великої Польщі початку XX століття.
Музей займається видавничою діяльністю, випускаючи науковий збірник «Studia Lednickie», який досліджує різноманітні питання історії міста на Оструві-Лєдницькому.

## Ресурси Інтернету
- Офіційний сайт музею [Архівовано 21 березня 2015 у Wayback Machine.] (пол.)
- Ostrów Lednicki [Архівовано 12 серпня 2014 у Wayback Machine.] (пол.)
- Вікісховище має мультимедійні дані за темою: Музей перших П'ястів на Лєдниці